# Ihar Tabola
Ihar Tabola (* 29. Juli 1987 in Wizebsk) ist ein belarussischer Biathlet.
Ihar Tabola lebt und trainiert in Minsk, wo er für Dinamo Minsk startet. Er wird von den Trainern Nekrassow und Sacharow betreut. Seit 1998 betreibt er Biathlon, seit 2005 gehört er sporadisch dem Nationalkader seines Landes an. Seine ersten Rennen im Junioren-Biathlon-Europacup bestritt er 2004 in Obertilliach. 2005 startete er in Kontiolahti erstmals bei den Biathlon-Juniorenweltmeisterschaften. Im Sprint belegte er Platz 55, wurde 12. im Sprint, 23. der Verfolgung und Achter mit der Staffel seines Landes. Ein Jahr später startete er in Presque Isle erneut bei einer Junioren-WM und wurde 16. im Einzel, 36. des Sprints, 34. im Verfolgungsrennen und gewann mit Jury Ljadau und Jauhen Abramenka im Staffelrennen die Bronzemedaille. Es folgte die erstmalige Teilnahme an den Wettbewerben der Junioren bei den Biathlon-Europameisterschaften 2006 in Langdorf. Tabola wurde 34. im Sprintrennen, 20. der Verfolgung sowie sechs mit der Staffel von Belarus. Im Martell nahm er 2007 zum dritten Mal an einer Junioren-WM teil. Er startete im Einzel und wurde dort 26., im Sprint, wo er Platz 58 erreichte, wurde 38. im Verfolgungsrennen und Neunter mit der Staffel. Nur wenig später lief er erneut auch bei der Junioren-EM, die 2007 in Bansko ausgetragen wurde. Tabola erreichte durchweg Top-Ten-Platzierungen: zehn im Sprint, neun im Einzel und in der Verfolgung. Mit der Staffel verpasste der Belarusse als Viertplatzierter knapp eine Medaille. Die letzte Junioren-WM lief er 2008 in Ruhpolding, wo er 33. des Einzels wurde, 22. des Sprints, 42. der Verfolgung und Elfter mit der Staffel. Letztes Großereignis bei den Junioren wurden die Biathlon-Europameisterschaften 2008 in Nové Město na Moravě, bei denen Tabola 12. des Einzels wurde, 36. des Sprints, 25. der Verfolgung und mit der Staffel als Viertplatzierter erneut eine Medaille verpasste.
Seit dem Beginn der Saison 2008/09 läuft Tabola bei den Männern im Leistungsbereich. Sein erstes Rennen lief er bei einem IBU-Cup-Sprint in Idre, bei dem er 36. wurde und damit gleich erste Punkte gewann. In Ridnaun erreichte er mit Platz 21 in einem Sprint sein bislang bestes Resultat in der zweithöchsten Rennserie. Im Biathlon-Weltcup gab der Belarusse sein Debüt 2008 in Hochfilzen, wo er sowohl im Einzel wie auch in einem Sprint 82. wurde. Sein bislang bestes Resultat in der höchsten Serie ist ein 70. Platz im Sprint, den er 2009 in Ruhpolding erreichte. Das erste Großereignis bei den Männern wurden die Sommerbiathlon-Europameisterschaften 2010 in Osrblie. Tabola wurde im Sprint und in der Verfolgung eingesetzt und erreichte dort die Plätze 28 und 27.

## Biathlon-Weltcup-Platzierungen
Die Tabelle zeigt alle Platzierungen (je nach Austragungsjahr einschließlich Olympische Spiele und Weltmeisterschaften).
- 1.–3. Platz: Anzahl der Podiumsplatzierungen
- Top 10: Anzahl der Platzierungen unter den ersten zehn (einschließlich Podium)
- Punkteränge: Anzahl der Platzierungen innerhalb der Punkteränge (einschließlich Podium und Top 10)
- Starts: Anzahl gelaufener Rennen in der jeweiligen Disziplin
- Staffel: inklusive Mixed- und Single-Mixed-Staffeln

| Platzierung         | Einzel | Sprint | Verfolgung | Massenstart | Staffel | Gesamt |
| ------------------- | ------ | ------ | ---------- | ----------- | ------- | ------ |
| 1. Platz            |        |        |            |             |         |        |
| 2. Platz            |        |        |            |             |         |        |
| 3. Platz            |        |        |            |             |         |        |
| Top 10              |        |        |            |             |         |        |
| Punkteränge         |        |        |            |             | 1       | 1      |
| Starts              | 2      | 4      |            |             | 1       | 7      |
| Stand: Karriereende |        |        |            |             |         |        |